# Česko na Halovém mistrovství Evropy v atletice 2009
Halového ME v atletice 2009 se v italském Turíně ve dnech 6. – 8. března zúčastnilo 14 českých atletů (7 mužů a 7 žen). V bodovém hodnocení se Česko umístilo na 12. místě s 21 body.
Čeští atleti vybojovali jednu stříbrnou a dvě bronzové medaile. O první se postarala překážkářka Lucie Škrobáková, která ve finále posunula hodnotu českého halového rekordu v běhu na 60 m překážek na 7,95 s a získala stříbrnou medaili. O tři setiny sekundy prohrála jen s Belgičankou Eline Beringsovou. Brzy poté vybojoval na stejné trati medaili i Petr Svoboda, jenž získal bronz. V semifinále zaběhl časem 7,55 s nový český halový rekord.
Druhou bronzovou medaili vybojoval vícebojař Roman Šebrle v sedmiboji. Výkonem 6 142 bodů zkompletoval sadu medailí z halových evropských šampionátů, když po stříbru v roce 2000, následně třikrát vybojoval zlato (2002, 2005, 2007). Do finálových klání postoupila již jen výškařka Iva Straková, která ve finále obsadila výkonem 192 cm 7. místo. Od medaile ji dělily čtyři centimetry. Výšku 196 cm, kterou překonala těsně před HME na Mítinku světových rekordmanů i na halovém mistrovství ČR v Praze, v Turíně již skočit nedokázala.

## Výsledky

### Muži

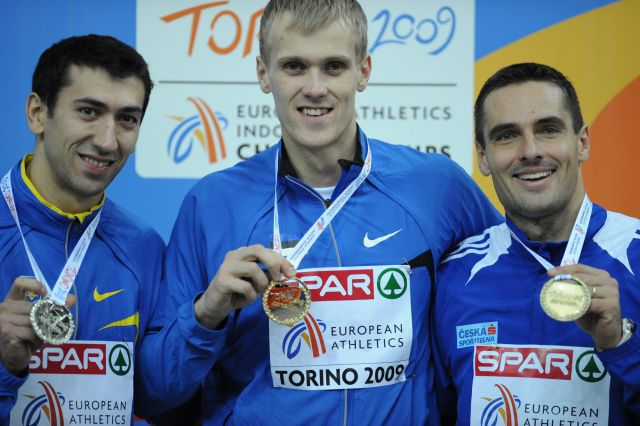
Roman Šebrle (vpravo) na stupních vítězů

| Atlet         | Disciplína    | Kvalifikace | Kvalifikace | Rozběh  | Rozběh   | Semifinále  | Semifinále  | Finále      | Finále           |
| Atlet         | Disciplína    | Výkon       | Umístění    | Výkon   | Umístění | Výkon       | Umístění    | Výkon       | Umístění         |
| ------------- | ------------- | ----------- | ----------- | ------- | -------- | ----------- | ----------- | ----------- | ---------------- |
| Libor Žilka   | 60 m          |             |             | 6,81 s  | 25. =    | nepostoupil | nepostoupil | –           | –                |
| Petr Szetei   | 400 m         |             |             | 48,03 s | 23.      | nepostoupil | nepostoupil | –           | –                |
| Petr Svoboda  | 60 m přek.    |             |             | 7,64 s  | 2.       | 7,55 s (NR) | 1.          | 7,61 s      | Bronzová medaile |
| Jaroslav Bába | Skok do výšky | 2,17 m      | 20. =       |         |          |             |             | nepostoupil | nepostoupil      |
| Michal Balner | Skok o tyči   | 5,40 m      | 14. =       |         |          |             |             | nepostoupil | nepostoupil      |
| Roman Novotný | Skok daleký   | 7,77 m      | 13.         |         |          |             |             | nepostoupil | nepostoupil      |

Sedmiboj
| Roman Šebrle  | Sedmiboj    |          |       |                  |
| Roman Šebrle  | Disciplína  | Výsledek | Body  | Umístění         |
| ------------- | ----------- | -------- | ----- | ---------------- |
|               | Běh na 60 m | 7,17 s   | 823   |                  |
| Skok daleký   | 7,72 m      | 990      |       |                  |
| Vrh koulí     | 15,14 m     | 798      |       |                  |
| Skok do výšky | 2,09 m      | 887      |       |                  |
| 60 m přek.    | 8,24 s      | 922      |       |                  |
| Skok o tyči   | 5,00 m      | 910      |       |                  |
| Běh na 1000 m | 2:45,60     | 812      |       |                  |
| Celkově       |             |          | 6 142 | Bronzová medaile |

### Ženy

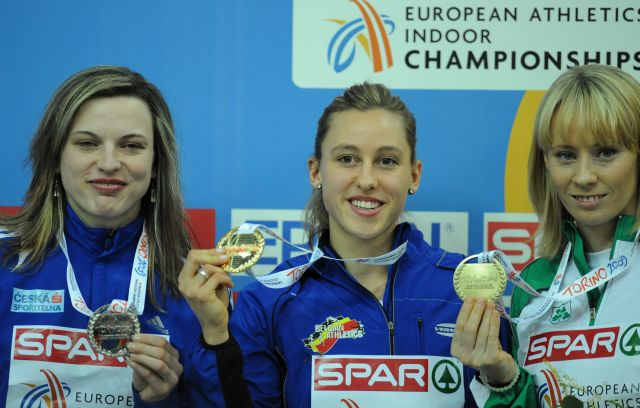
Lucie Škrobáková (vlevo) na stupních vítězů

| Atletka           | Disciplína    | Kvalifikace | Kvalifikace | Rozběh  | Rozběh   | Semifinále   | Semifinále   | Finále       | Finále           |
| Atletka           | Disciplína    | Výkon       | Umístění    | Výkon   | Umístění | Výkon        | Umístění     | Výkon        | Umístění         |
| ----------------- | ------------- | ----------- | ----------- | ------- | -------- | ------------ | ------------ | ------------ | ---------------- |
| Dana Šatrová      | 800 m         |             |             | 2:05,47 | 13.      | nepostoupila | nepostoupila | –            | –                |
| Marcela Lustigová | 1500 m        |             |             | 4:39,63 | 17.      |              |              | nepostoupila | nepostoupila     |
| Lucie Škrobáková  | 60 m přek.    |             |             | 8,07 s  | 4. =     | 8,05 s       | 6. =         | 7,95 s (NR)  | Stříbrná medaile |
| Iva Straková      | Skok do výšky | 1,89 m      | 1. =        |         |          |              |              | 1,92 m       | 7.               |
| Jiřina Ptáčníková | Skok o tyči   | 4,25 m      | 13. =       |         |          |              |              | nepostoupila | nepostoupila     |
| Martina Šestáková | Trojskok      | NM          | –           |         |          |              |              | nepostoupila | nepostoupila     |

Pětiboj
| Denisa Rosolová | Pětiboj     |          |       |          |
| Denisa Rosolová | Disciplína  | Výsledek | Body  | Umístění |
| --------------- | ----------- | -------- | ----- | -------- |
|                 | Běh na 60 m | 8,35 s   | 1 050 |          |
| Skok do výšky   | 1,74 m      | 903      |       |          |
| Vrh koulí       | 11,74 m     | 644      |       |          |
| Skok daleký     | 6,27 m      | 934      |       |          |
| Běh na 800 m    | 2:18,18     | 848      |       |          |
| Celkově         |             |          | 4 379 | 10.      |